# Ярошенко, Виктор Николаевич
Виктор Николаевич Ярошенко (род. 15 апреля 1946, Москва) — российский государственный и общественный деятель. Министр внешних экономических связей РСФСР в 1990—1991 годах.

## Биография
Родился 15 апреля 1946 года в Москве.
Отец - Ярошенко Николай Михайлович (1918 - 2002), участник ВОВ, 11 боевых наград, Зам.нач. строительного главка.
Мать - Фабрина Александра Ивановна (1922 - 1992) Заместитель директора автомеханического Техникума.
Закончил старейшую в Москве французскую специальную школу № 2 (в н.в. ГОУ СОШ № 1215 им. Ромена Роллана).
- 1965—1966 гг. ЗИЛ[3] — студент Завода-ВТУЗ.
- 1966—1980 гг. ЗИЛ — Инженер, ст. инженер, начальник бюро организации производства[4].
- 1980—1988 гг. Государственный комитет СССР по науке и технике[3] — Зам. начальника отдела научной и производственной кооперации[4].
- 1988—1989 гг. НАТИ — Зам. генерального директора по экономике и внешним связям[4].
- 1989—1991 гг. Народный депутат СССР, Председатель подкомиссии по налоговой политике ВС СССР.
- 1990—1991 гг. Министр внешних экономических связей РСФСР[5][6].
- 1992—2001 гг. Торговый представитель Российской Федерации во Франции[7][8][9].
- 9 августа - 15 ноября 1991 г. — Председатель Государственного лицензионного комитета РСФСР[10][11]. Затем до 5 декабря 1991 г. — и. о. председателя Государственного лицензионного комитета РСФСР[12][13].
- 1992 г. — был соучредителем «Франко — Российской торговой палаты»[14][15].
- 1995 г. — вместе с женой Оксаной создал «Музей Российского флага»[15].
- 2001 г. — основал «Международный бизнес клуб»[15].
- 2001— н.в. Президент Международного бизнес-клуба (IBC)[4][14].
- 2007 г. — был соучредителем «Европейского арбитражного суда»[14][15].
- 2008 г. — был соучредителем французского благотворительного фонда «Бурбон де Парм»[15].
- 2017 г. основал Международное общественное движение «Подними российский флаг»[3]

Впервые в СССР  — с отличием защитил на французском языке диплом инженера-механика в Московском государственном индустриальном университете (МГИУ). Получил диплом с отличием инженера-экономиста. Окончил аспирантуру Центрального экономико-математического института (ЦЭМИ). Закончил двухгодичные курсы ВАВТ. Доктор экономических наук. Автор более 120 научных работ, книг, методик, брошюр и статей. Свободно владеет французским языком, переводит с английского.
В 1989 г. был самовыдвиженцем на первых демократических выборах народных депутатов СССР, вышел победителем среди 13 кандидатов избирательного округа № 11 (Краснопресненского) г. Москвы.
В Верховном Совете СССР входил в состав оппозиционной «Межрегиональной депутатской группы» (МДГ). В союзном парламенте был избран председателем подкомиссии по налоговой политике.
В 1989 г. организовал депутатскую группу «Реформа», которая предлагала парламенту СССР альтернативные законопроекты.
В Верховном Совете СССР координировал свою работу с А.Собчаком; во время его вынужденной эмиграции во Францию оказывал ему необходимое содействие.
В августе 1990 г. — будучи Министром внешних экономических республики (МВС) своим распоряжением № 1 запретил деятельность КПСС в рамках системы внешних экономических связей (в марте того же года из ст. 6 Конституции СССР было убрано положение о руководящей роли КПСС).
В 1990 году В. Ярошенко в составе небольшой группы во главе с Б. Ельциным вышел из КПСС.
Был вместе с Борисом Ельциным в критические моменты его биографии, как в апреле 1990 года, во время аварии самолёта в Испании, так и в «Архангельском» при написании обращения «К гражданам России» и на танке во время путча в августе 1991 года.
В августе 1990 г., на заседании Совета Министров России предложил вернуться к традиционной государственной символике (флаг и герб), после чего была создана межведомственная государственная комиссия, которая одобрила это предложение и вынесла его на утверждение в Верховный Совет РСФСР. В октябре 1990 года, задолго до событий августа 1991, вывесил в своём кабинете трёхцветный российский флаг, распорядился напечатать его на бланках и визитных карточках МВС.
Призвал своих избирателей («Белый дом» находился в 11 избирательном округе, в котором победил на выборах В.Ярошенко) прийти на помощь защитникам Дома Советов (Верховного Совета РСФСР), строить баррикады.
22 августа 1991 г., после того, как Верховный Совет России по требованию своих защитников проголосовал за возвращение исторического российского триколора, по просьбе председателя Совета Министров РСФСР И.Силаева отдал триколор из своего кабинета для первого официального поднятия его в качестве государственного флага России над зданием российского парламента. Сохранил этот флаг для истории, создав во Франции Музей русского флага. По данным на август 2021 года триколор хранится в банковской ячейке Ярошенко.
В октябре-ноябре 1991 года Ярошенко открыто выступил против концепции перехода к рынку, предложенную Е.Гайдаром и его командой:

«Въехать» в рынок хуже, чем это сделала «команда Гайдара», просто невозможно. Это была группа дилетантов-костоломов, для которых судьба десятков миллионов сограждан была безразлична.

## Семья
- Жена (второй брак) — Оксана (1960), бывший реставратор музеев Кремля; занимается благотворительностью; в настоящее время хранитель Музея Российского Флага; мастер спорта по верховой езде[19].
  - Сын — Николай (1980), образование высшее экономическое, кино-продюсер, режиссёр[19].
  - Дочь — Евгения (1992), образование высшее экономическое. Работает бизнес — менеджером в области здравоохранения[19].
  - Внучка - Майя (2021).

## Награды

### Государственный награды
- Орден Дружбы — за развитие международных торгово-экономических связей[20]
- Медаль «В память 850-летия Москвы»[20]
- Медаль «Защитнику свободной России» — за исполнение гражданского долга при защите демократии и конституционного строя 19-21 августа 1991 года[20]

### Иные награды
- Международный Орден Почёта[14] — за развитие международных торгово-экономических связей[20]
- Орден Святого Михаила Архангела[3][14] — за сохранение исторических традиций, создание Музея российского флага[20]
- Орден Святой Анны — за содействие Русской Православной Церкви
- Орден Белого орла (Российская империя).[21]
- Знак с вензелевым изображением имени главы Российского императорского дома I-й степени[3] — за создание исторических фильмов и книг[20]
- Нагрудный знак «19-21 августа 1991 год» — за защиту конституционной власти, проявленные при этом мужество и самоотверженность
- Медаль «Ревнителю просвещения» — память 200-летия со дня рождения А. С. Пушкина[20]
- Серебряная медаль «Десятилетие Российского Дворянского собрания» — за содействие дворянскому движению[20]
- Медаль «За служение Свободе и Просвещению»[20]
- Медаль "Юбилей всенародного подвига" (400-летие Дома Романовых) — за сохранение исторического наследия
- Нагрудный знак Госкомоборонпрома России "50 лет Победы" — за содействие в развитии оборонной  промышленности Российской Федерации